# Olympische Winterspiele 2014/Teilnehmer (Togo)
| Gelbes Symbol für Goldmedaillen mit stilisierten Olympischen Ringen | Graues Symbol für Silbermedaillen mit stilisierten Olympischen Ringen | Braundes Symbol für Bronzemedaillen mit stilisierten Olympischen Ringen |
| ------------------------------------------------------------------- | --------------------------------------------------------------------- | ----------------------------------------------------------------------- |
| —                                                                   | —                                                                     | —                                                                       |

Togo nahm an den Olympischen Winterspielen 2014 in Sotschi mit einer Sportlerin im Ski Alpin und einer Sportlerin im Skilanglauf teil. Es handelte sich um die erste togoische Teilnahme an Winterspielen.

## Teilnehmer nach Sportarten

### Ski Alpin
| Athleten      | Wettbewerb   | Zeit                       | Rang                       |
| ------------- | ------------ | -------------------------- | -------------------------- |
| Frauen        |              |                            |                            |
| Alessia Dipol | Riesenslalom | 3:02,80 min                | 55                         |
| Alessia Dipol | Slalom       | ausgeschieden (im 1. Lauf) | ausgeschieden (im 1. Lauf) |

### Skilanglauf
| Athleten                 | Wettbewerb          | Zeit         | Rang |
| ------------------------ | ------------------- | ------------ | ---- |
| Frauen                   |                     |              |      |
| Mathilde-Amivi Petitjean | 10 km klassisch (F) | 14:33,30 min | 68   |